# 汗科基夏爾嘎斯山國家公園
49°25′N 94°47′E / 49.42°N 94.79°E

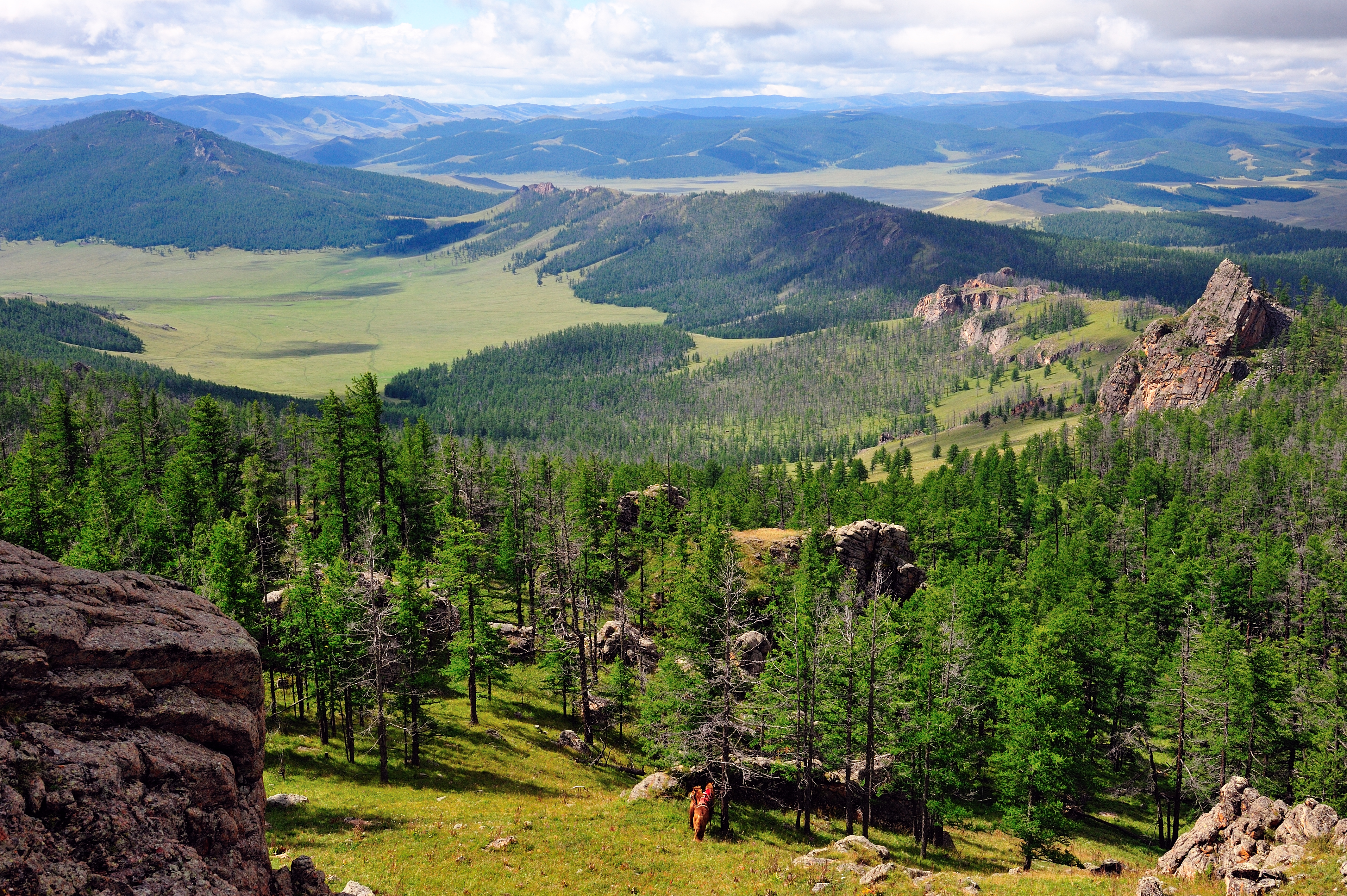

汗科基夏爾嘎斯山國家公園是蒙古國的國家公園，位於該國北部，處於烏布蘇省，成立於1993年，面積2,931平方公里，覆蓋杭愛山西部。